# Krotale

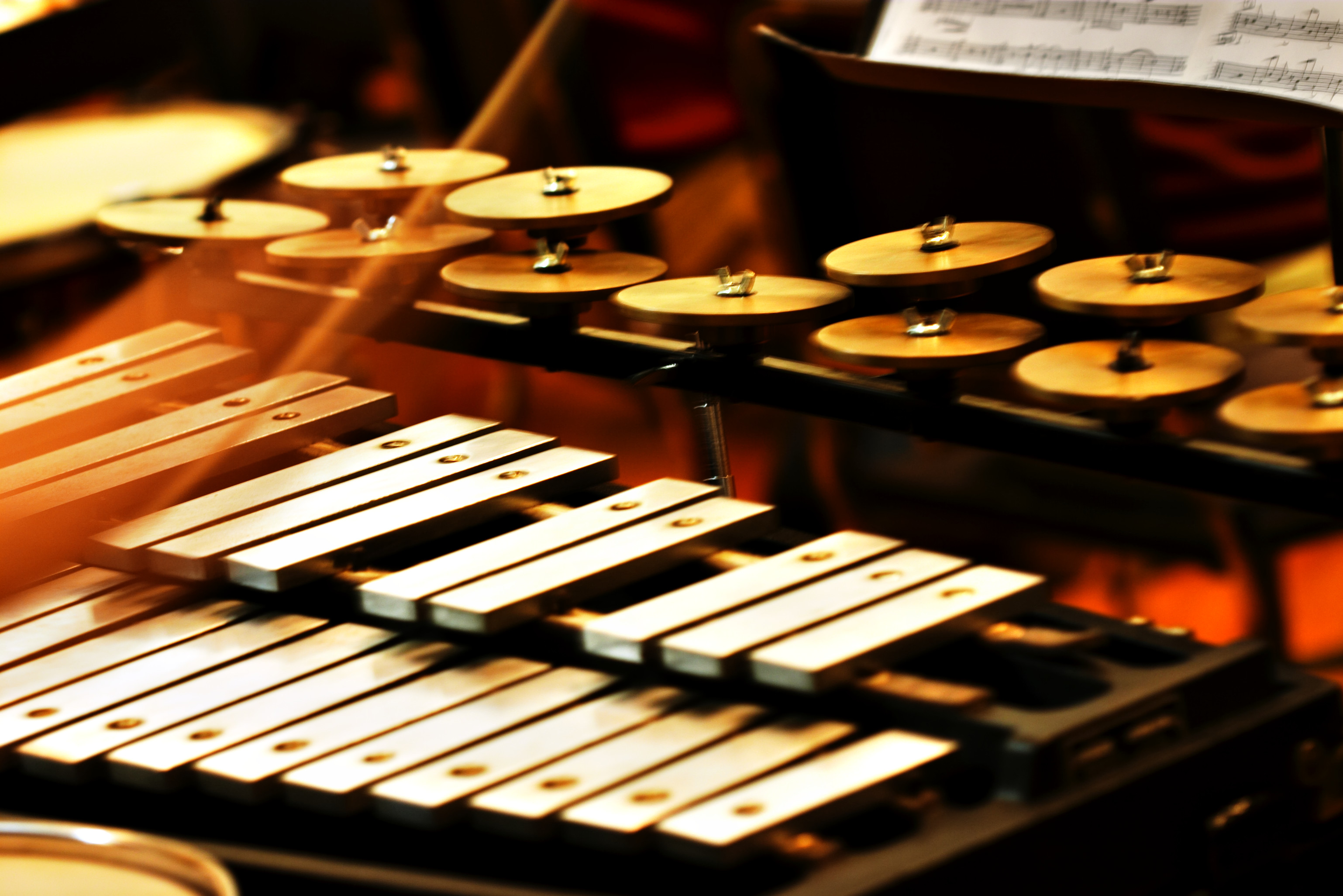
Zestaw krotali (powyżej, nad dzwonkami)

Krotale (talerzyki antyczne/pompejańskie) – instrument perkusyjny o starożytnym pochodzeniu, zaliczany do grupy idiofonów. Od czyneli (talerzy perkusyjnych) różnią się określoną wysokością dźwięku i delikatniejszym brzmieniem.

## Opis
Niewielkie płaskie dyski z brązu lub z mosiądzu, o pogrubionej krawędzi, średnicy najczęściej około 10–15 cm, z widoczną kopułą (komorą rezonansową) w środkowej części instrumentu. Ich dźwięk jest ostry, jasny i bardzo długo wybrzmiewający, podobny do dźwięku dzwonków. Ze względu na przewagę wysokich alikwotów partię krotali w nutach zapisuje się o dwie oktawy niżej od brzmienia. 
Mogą stanowić zestaw 12 do 24 (dwie oktawy) strojonych chromatycznie talerzy, umieszczonych na stojaku (statywie), uderzanych metalowym prętem lub twardą pałką. W takiej postaci wchodzą w skład współczesnej orkiestry symfonicznej. W innej odmianie występują jako para identycznie nastrojonych talerzyków ze środkowym uchwytem i uderzanych o siebie. 

## Historia
Najstarsze zachowane krotale pochodzące z epoki brązu (1200–800 p.n.e.) znajdują się w Muzeum Narodowym Irlandii. 

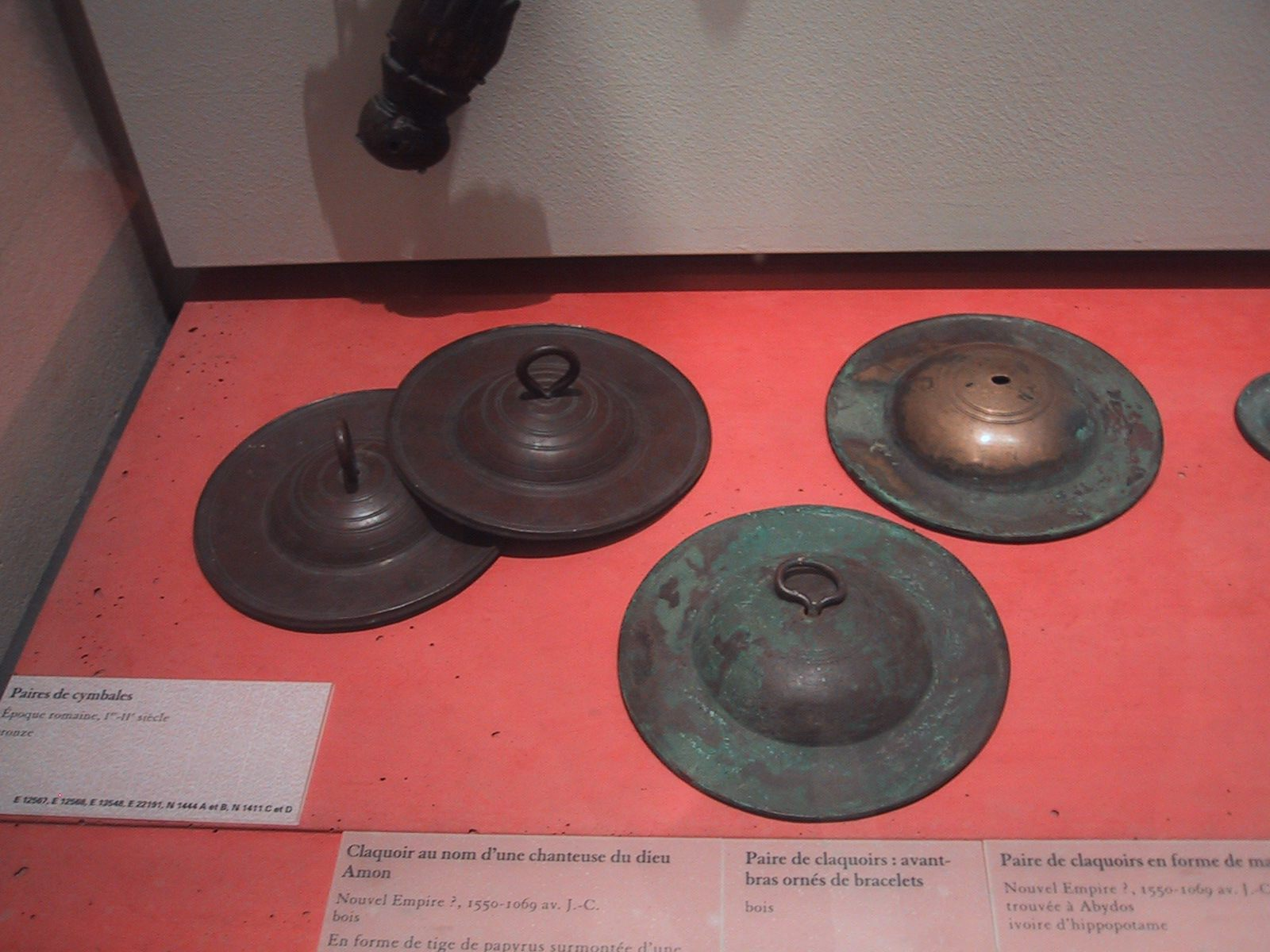
Para talerzyków egipskich

W Izraelu ok. 1110 r. p.n.e. wykorzystywano jako instrument małe talerzyki jednoręczne msiltayîm, z których jeden przymocowany był do kciuka, drugi do palca środkowego. Miedziane krotale asyryjskie z VII w. p.n.e., zwane katral, przywieszano do szyi mułom i koniom. 
Jako instrumenty parzyste krotale wywodzą swe pochodzenie z muzyki starożytnego Egiptu i Grecji. U Greków instrument o tej nazwie (stgr. κρόταλα, lp. κρόταλον, łac. crotalum) składał się z dwóch niedużych, wydłużonych, jednostronnie lekko wgłębionych płytek różnokształtnych, którymi uderzano o siebie. Wykonywano je z bukszpanu, terakoty, kości słoniowej albo brązu. Przypominały dzisiejsze kastaniety i były rodzajem jednoręcznej kołatki używanej podczas tańców dionizyjskich.
W Tybecie dotychczas używane są podobne do krotali talerzyki zwane tybetańskim sil-sil. 

## Użycie w orkiestrze symfonicznej i muzyce współczesnej
- Piotr Czajkowski – uwertura Rok 1812
- Hector Berlioz – symfonia dramatyczna  Romeo i Julia
- Claude Debussy – Preludium do „Popołudnia fauna”
- Igor Strawinski – balet Święto wiosny, kantata-balet Wesele[5]
- Tōru Takemitsu – From Me Flows What You Call Time

## Użycie w muzyce rozrywkowej
- Neil Peart (perkusista rockowy) używa krotali jako części zestawu perkusyjnego
- Jocie Adams z zespołu The Low Anthem gra na krotalach smyczkiem
- Stewart Copeland z zespołu Police grał na krotalach w utworze Wrapped Around Your Finger
- Krotale stosowali w swoich projektach muzycznych m.in. Frank Zappa, Pat Metheny, Electric Light Orchestra

## W muzyce obrzędowej
Mnisi Hare Kryszna obok bębnów mridangami używają krotali podczas ulicznych tańców i śpiewów.